# Stadtverkehr Friedrichshafen

Logo Stadtwerk am See

Stadtbusse an der Messe Friedrichshafen

Die Stadtverkehr Friedrichshafen GmbH, abgekürzt SVF, ist der Betreiber des öffentlichen Stadtbusverkehrs in Friedrichshafen am Bodensee. 2016 waren 3,9 Millionen Fahrgäste auf 19 Tages-,  6 Abend-, 2 Schulbus und 2 Sonderlinien unterwegs. Die Managementleistung erbringt die Stadtwerk am See GmbH & Co. KG.

## Geschichte

### Ehemalige Bahnstrecke
Die heutige Linie 14 ist als Verbindung bereits mehr als 100 Jahre alt und geht auf die Bahnstrecke Friedrichshafen Stadt–Oberteuringen zurück, die von 1922 bis 1923 und dann wieder ab 1924 bis 1954 im Personenverkehr befahren wurde. Schon damals wurde die Strecke von einer kommunalen Verkehrsgesellschaft bedient: die Teuringertal-Bahn GmbH gehörte zu zwei Dritteln der Stadt Friedrichshafen.

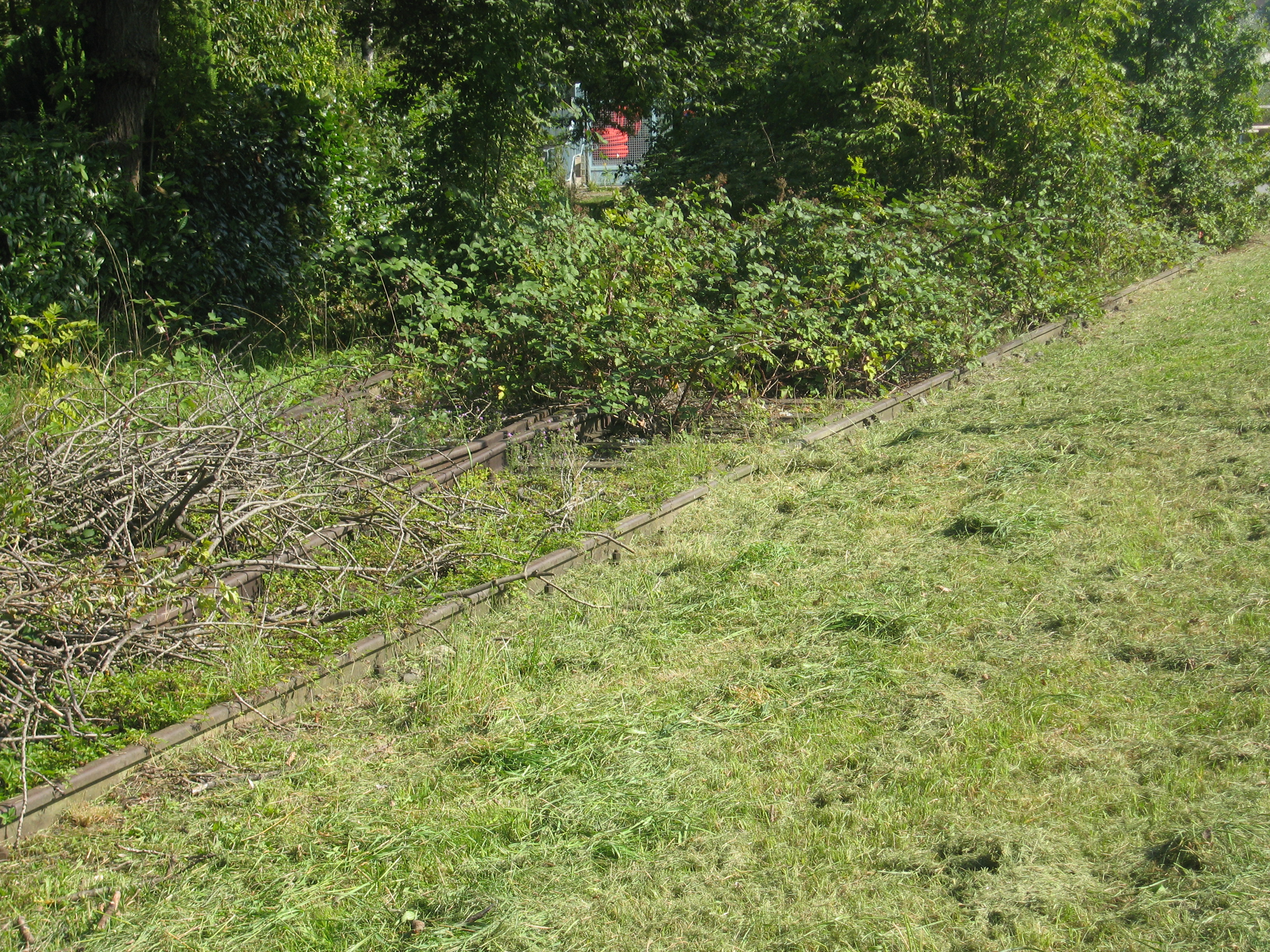
Alte und zugewachsene Weiche der Teuringertal-Bahn (Nähe Bodenseecenter)

### Rufbus
Den ersten Probebetrieb für einen Rufbus in Deutschland gab es ab dem 9. Dezember 1977 in Friedrichshafen im Stadtverkehr mit speziellen Kleinbussen. Fester Linienverkehr wurde während dieses Probebetriebes nicht mehr durchgeführt, es wurde flächendeckend nur nach Anruf gefahren. Systempartner für die Software war die Dornier System GmbH.
Im Jahr 1979 wurde der Verkehr bereits nach Markdorf ausgeweitet.
1980 waren dann bereits 25 grüne Kleinbusse im Einsatz. Werktags wurden täglich 3.000 Fahrgäste befördert.

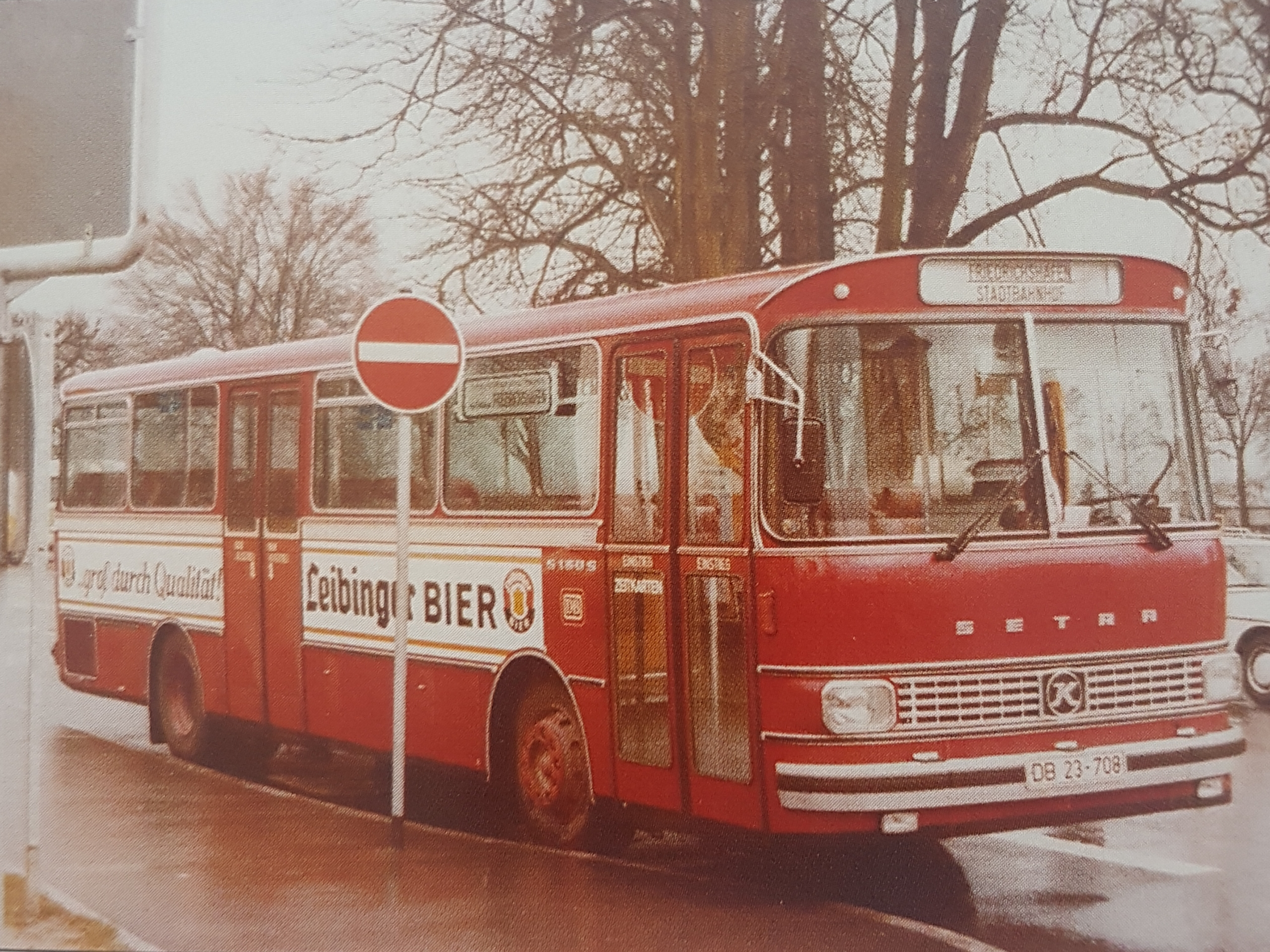
Stadtbus (Bahnbus) im Jahr 1980

Im Folgejahr 1981 wurden die ersten festen Linien wieder eingerichtet - aus Kostengründen.
Die Rufbusflotte wuchs bis 1982 auf 40 Fahrzeuge an. Das Einzugsgebiet umfasste 100.000 Einwohner auch in den Nachbargemeinden.
Da der Förderzeitraum endete, wurde das deutschlandweit erste Flächen-Rufbus-Projekt 1987 wieder eingestellt und auf regulären Linienverkehr umgestellt.

### Bahnbus
Der Bereich des Stadtbusverkehrs wurde vor Gründung des Unternehmens Stadtverkehr Friedrichshafen GmbH (SVF) vom Geschäftsbereich Bahnbus Alb-Bodensee nach der Einstellung des Rufbusses im Wesentlichen mit folgenden Linien abgedeckt:
- 7583 Friedrichshafen - Ailingen - Ettenkirch/Ettenhausen-Oberteuringen - Bitzenhofen
- 7588 Friedrichshafen - Schnetzenhausen - Fischbach - Markdorf
- 7595 Stadtverkehr Friedrichshafen: Stadtbahnhof - Waggershausen - Jettenhausen - Meistershofen - Hafen-/Stadtbahnhof
- 7596 Stadtverkehr Friedrichshafen: Stadt-/Hafenbahnhof - Schnetzenhausen - Berg - Ailingen

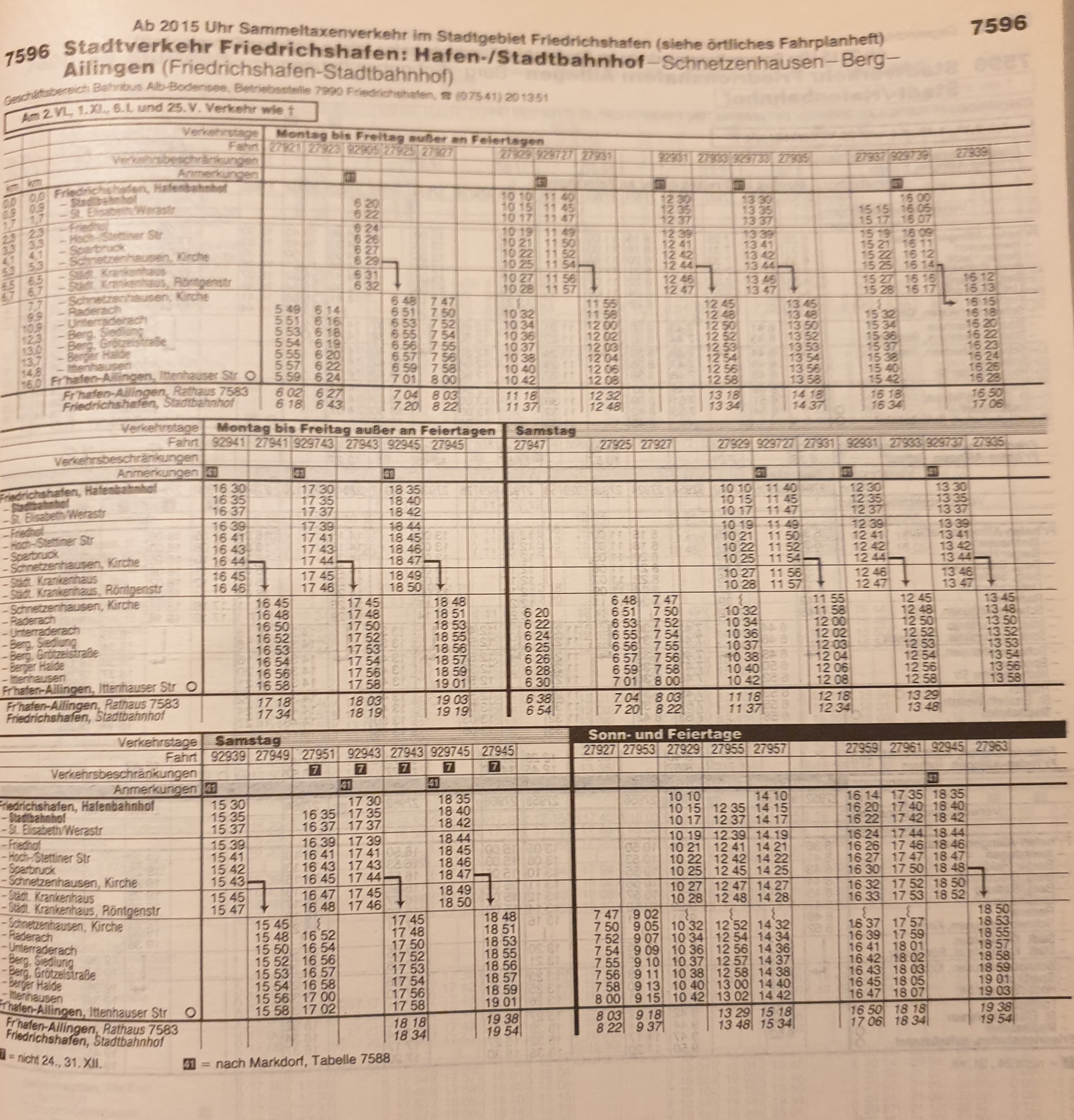
Eine Bahnbus-Stadtbuslinie im Jahr 1989

### Stadtbus GmbH
Am 21. Dezember 1990 wurde dann das städtische Unternehmen Stadtverkehr Friedrichshafen GmbH (SVF) gegründet.
Im Mai 1999 wurde ein neues Buskonzept eingeführt. Es bestand aus 12 Linien und einem MesseExpress zur Messe Friedrichshafen. Das Stadtgebiet Friedrichshafen wurde in der Folge besser bedient. Zwei Linien fahren darüber hinaus nach Markdorf (Linie 11, 12) und eine nach Oberteuringen (Linie 14).
Im April 2002 wurde das Netz mit Bedienung von Fallenbrunnen und einer Verdichtung Richtung Oberhof/Stockerholz erweitert. Im Juli 2002 wurde mit dem Umzug der Messe die Verlängerung der Linie 5 bis zum neuen Messegelände und einer neuen Linie 18 Flughafen – Messe (MesseShuttle) begonnen.
Seit dem 1. Januar 2004 ist die Stadtverkehr Friedrichshafen GmbH Mitglied im Bodensee-Oberschwaben Verkehrsverbund (bodo).
Am 11. Dezember 2005 erfolgte eine Anpassung der Linienführung im Zuge der Inbetriebnahme der Schienenhaltepunkte Manzell, Fischbach und Kluftern.
Im Jahr 2011 wurde der Stadtverkehr, der bis dahin gegen 20 Uhr endete, um sechs Abendlinien ergänzt, also ein Drittel der tagsüber verkehrenden Busse. Hierbei wurden mehrere Linien zu einer kombiniert.
Ab 2024 wurde das Angebot erheblich erweitert. Viele der Linien verkehren seitdem im Halbstundentakt. Zudem wurde eine Neuordnung der Linien vorgenommen. Dadurch ergibt sich unter anderem ein 10-Minuten-Takt nach Ailingen sowie durch neue Expresslinien ein erweitertes Fahrtangebot nach Markdorf und Oberteuringen. Die meisten Linien fahren nun auch bis später in die Abendstunden und ersetzen so die bisherigen Abendlinien. Gleichzeitig wurden 31 neue Busse beschafft, sieben weitere werden noch folgen.

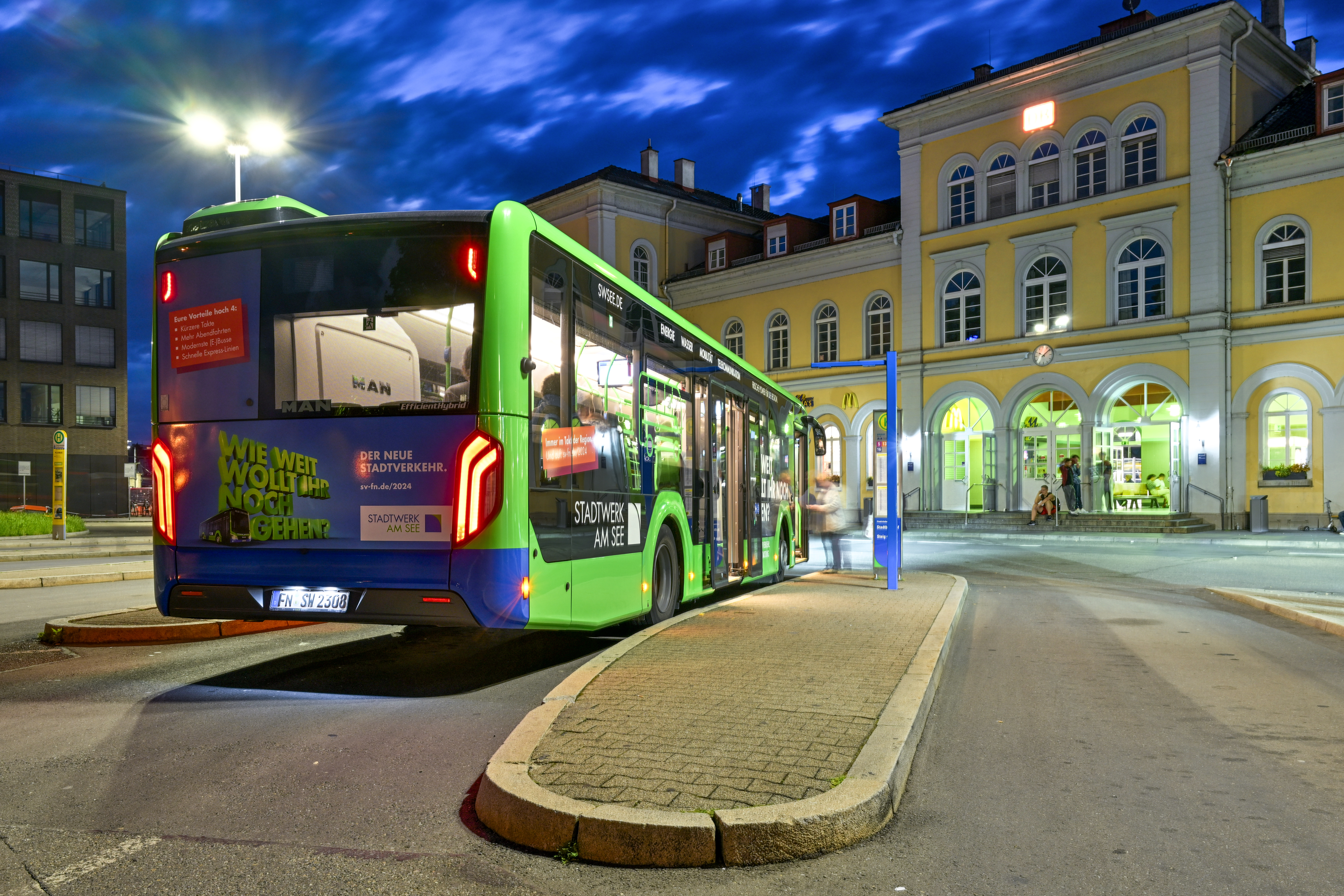
Stadtbus am Stadtbahnhof

## Betrieb

### Durchführung
Das Betriebspersonal stellt der Nachauftragnehmer Regionalverkehr Alb-Bodensee GmbH (RAB). Teilweise werden im Schülerverkehr zusätzlich Fahrzeuge von weiteren Nachauftragnehmern eingesetzt.

### Fahrzeuge
Die Flotte besteht aus 25 Bussen von Daimler Truck (Mercedes-Benz) und Traton (MAN Truck & Bus) für den ÖPNV und weitere 4 Fahrzeuge für den Schulbusverkehr.

### Linien

#### Taktlinien
Stand: 1. Januar 2024
| Linie | Verlauf                                                                                                 |
| ----- | --- |
| 1     | Friedrichshafen, Hafenbahnhof - Friedhof - Jettenhausen - Hafenbahnhof – Stadtbahnhof                   |
| 2     | Friedrichshafen, Stadtbahnhof - Jettenhausen - Friedhof – Hafenbahnhof                                  |
| 3     | Friedrichshafen, Hafenbahnhof - Stadtbahnhof - Waggershausen - Meistershofen – Ailingen                 |
| 4     | Friedrichshafen, Hafenbahnhof - Montafonstr. - Klinikum – Schnetzenhausen                               |
| 5     | Friedrichshafen, Messe - Hafenbahnhof - Stadtbahnhof - Montafonstraße – Klinikum                        |
| 6     | Friedrichshafen, Stadtbahnhof - Hafenbahnhof - Kitzenwiese - St. Georgen                                |
| 10    | Friedrichshafen, Hafenbahnhof - Stadtbahnhof – Hochschulen                                              |
| 11    | Friedrichshafen, Hafenbahnhof - Stadtbahnhof - Schnetzenhausen - Kluftern - Markdorf                    |
| 12    | Friedrichshafen, Stadtbahnhof - Fallenbrunnen - Spaltenstein - Kluftern – Markdorf                      |
| X12   | Friedrichshafen, Hafenbahnhof · Stadtbahnhof · Landratsamt · Spaltenstein · Kluftern · Markdorf         |
| 13    | Friedrichshafen, Hafenbahnhof - Stadtbahnhof - Ailingen – Ettenkirch                                    |
| 14    | Friedrichshafen, Hafenbahnhof - Stadtbahnhof - Ailingen – Oberteuringen                                 |
| X14   | Friedrichshafen, Hafenbahnhof · Berg · Oberteuringen · Bitzenhofen                                      |
| 15    | Friedrichshafen, Hafenbahnhof - Stadtbahnhof - Ailingen                                                 |
| 16    | Friedrichshafen, Stadtbahnhof - Ailingen - Raderach - Schnetzenhausen – Klinikum                        |
|       | Sonderlinien                                                                                            |
| MX    | „MESSE Express“ Friedrichshafen, Hafenbahnhof - Stadtbahnhof - Messe West                               |
| 21    | „Lange Nacht der Technik“ Friedrichshafen, Liebherr Aerospace - ZF Forum - Stadtbahnhof - Fallenbrunnen |
|       | Ergänzungs- und Schülerlinien                                                                           |
| E3    | Friedrichshafen, Solarstraße - Ludwig-Dürr-Schule                                                       |
| E11   | Friedrichshafen, Schreienesch-Schule - Sparbruck                                                        |
| E13   | Ailingen - Ettenkirch - Batzenweiler - Ettenkirch - Ailingen                                            |
| E15   | Friedrichshafen, Eberhardstr. - Ailingen Schule                                                         |
| E16   | Friedrichshafen, Hafenbahnhof - Schreienesch - Ailingen - Berg - Raderach - Manzell                     |

#### Nachtbus
Für die Linie N4 ist die SVF neben der RAB Mitkonzessionär, der Verkehr wird aber von der Regionalverkehr Alb-Bodensee GmbH (RAB) direkt im Auftrag des Bodenseekreis erbracht. Es werden jeweils 4 Fahrten im Stundentakt zwischen ca. Mitternacht und 3 Uhr angeboten.
| Linie | Verlauf                                                                                   |
| ----- | ----------------------------------------------------------------------------------------- |
|       | Nachtlinie                                                                                |
| N4    | Friedrichshafen, Stadtbahnhof - Friedrichshafen, Kluftern - Markdorf - Salem - Frickingen |

RiA-Ruftaxi
Das RiA-Ruftaxi stellt eine Ergänzung des bestehenden Liniennetzes dar und kann per Anruf bestellt werden. Es wird zwischen 20.15 und 0.25 Uhr und an Wochenenden und vor Feiertagen bis 3.25 Uhr angeboten. Die Abfahrtshaltestellen in der Innenstadt sind:

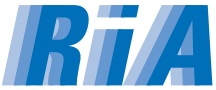
Logo RiA Ruftaxi im Abendverkehr Friedrichshafen

- Hafenbahnhof
- Stadtbahnhof
- Graf-Zeppelin-Haus
- Karl-Olga-Haus
- Max-Grünbeck-Haus

### Tarif
Die Linien des Stadtverkehrs verkehren zum bodo-Tarif. Zudem wird die Grüne Karte des Stadtwerk am See akzeptiert.
Die Fahrten können per Check-in-check-out (CICO) mit der bodo-Card und der Grünen Karte durchgeführt werden.

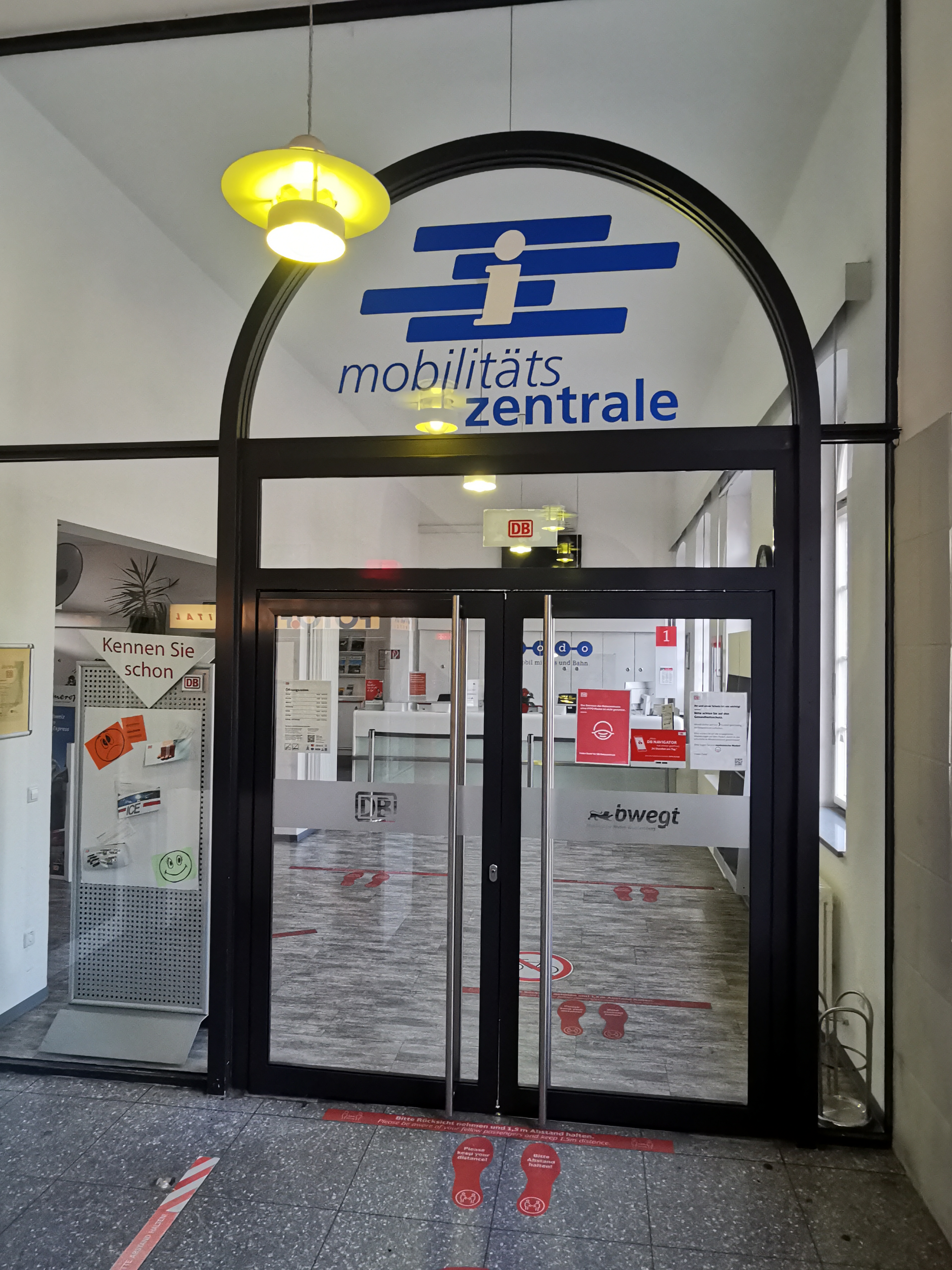
Mobilitätszentrale in Friedrichshafen

## eCarsharing FRIZZ
Das bisherige eCarsharing-Angebot „Campusmobil“ des Friedrichshafener Stadtverkehrs wird mit neuen eAutos unter der neuen Marke „FRIZZ“ angeboten. 10 Minuten Fahren kosten 1,25 Euro. Die Autos sind an sechs Standorten zwischen den Bahnstationen, der Innenstadt und den Hochschul-Standorten der Zeppelin Universität verteilt. Alle Informationen z. B. zur Registrierung finden die Kunden auf den Seiten des Stadtverkehrs.

## Projekt RABus
Die Stadtverkehr Friedrichshafen GmbH ist Partner im Projekt Reallabor für den Automatisierten Busbetrieb im ÖPNV in der Stadt und auf dem Land (RABus). Das Projekt lief von 2019 bis 2024 und hat als Ziel, Autonome Busse zu entwickeln und einzusetzen, die wirtschaftlich und unter Realbedingungen betrieben werden können. Dazu ist eine Kapazität von 22 Personen vorgesehen und eine Geschwindigkeit von mindestens 40 km/h innerorts und mindestens 60 km/h außerorts. Eine der Strecken im Projekt führt in Friedrichshafen vom Klinikum über Universität, ZF Friedrichshafen Werk 2 und Stadtbahnhof zum ZF Forum.

## Beteiligungen/Mitgliedschaften
Die Stadtverkehr Friedrichshafen GmbH ist Gesellschafter der Bodensee-Oberschwaben Verkehrsverbund GmbH (bodo) und Mitglied im Verband Deutscher Verkehrsunternehmen (VDV).

Logo bodo